# Lijst van nummer 1-hits in Zwitserland in 2021
Deze hits stonden in 2021 op nummer 1 in de Schweizer Hitparade, de bekendste hitlijst in Zwitserland.
| Datum        | Artiest                               | Titel                           |
| ------------ | ------------------------------------- | ------------------------------- |
| 3 januari    | Master KG, Burna Boy & Nomcebo Zikode | Jerusalema (Remix)              |
| 10 januari   | Master KG, Burna Boy & Nomcebo Zikode | Jerusalema (Remix)              |
| 17 januari   | Master KG, Burna Boy & Nomcebo Zikode | Jerusalema (Remix)              |
| 24 januari   | Master KG, Burna Boy & Nomcebo Zikode | Jerusalema (Remix)              |
| 31 januari   | Master KG, Burna Boy & Nomcebo Zikode | Jerusalema (Remix)              |
| 7 februari   | Master KG, Burna Boy & Nomcebo Zikode | Jerusalema (Remix)              |
| 14 februari  | Master KG, Burna Boy & Nomcebo Zikode | Jerusalema (Remix)              |
| 21 februari  | Master KG, Burna Boy & Nomcebo Zikode | Jerusalema (Remix)              |
| 28 februari  | Master KG, Burna Boy & Nomcebo Zikode | Jerusalema (Remix)              |
| 7 maart      | Nathan Evans                          | Wellerman                       |
| 14 maart     | Nathan Evans                          | Wellerman                       |
| 21 maart     | Nathan Evans                          | Wellerman                       |
| 28 maart     | Nathan Evans                          | Wellerman                       |
| 4 april      | Nathan Evans                          | Wellerman                       |
| 11 april     | Nathan Evans                          | Wellerman                       |
| 18 april     | Nathan Evans                          | Wellerman                       |
| 25 april     | Nathan Evans                          | Wellerman                       |
| 2 mei        | Nathan Evans                          | Wellerman                       |
| 9 mei        | Nathan Evans                          | Wellerman                       |
| 16 mei       | Nathan Evans                          | Wellerman                       |
| 23 mei       | Nathan Evans                          | Wellerman                       |
| 30 mei       | Gjon's Tears                          | Tout l'univers                  |
| 6 juni       | Olivia Rodrigo                        | Good 4 U                        |
| 13 juni      | Olivia Rodrigo                        | Good 4 U                        |
| 20 juni      | Olivia Rodrigo                        | Good 4 U                        |
| 27 juni      | Måneskin                              | Beggin'                         |
| 4 juli       | Måneskin                              | Beggin'                         |
| 11 juli      | Måneskin                              | Beggin'                         |
| 18 juli      | Ed Sheeran                            | Bad habits                      |
| 25 juli      | Ed Sheeran                            | Bad habits                      |
| 1 augustus   | Ed Sheeran                            | Bad habits                      |
| 8 augustus   | Ed Sheeran                            | Bad habits                      |
| 15 augustus  | Ed Sheeran                            | Bad habits                      |
| 22 augustus  | Ed Sheeran                            | Bad habits                      |
| 29 augustus  | Ed Sheeran                            | Bad habits                      |
| 5 september  | Ed Sheeran                            | Bad habits                      |
| 12 september | ABBA                                  | Don't shut me down              |
| 19 september | Ed Sheeran                            | Bad habits                      |
| 26 september | CKay, Joeboy & Kuami Eugene           | Love Nwantiti (Ah ah ah)        |
| 3 oktober    | CKay, Joeboy & Kuami Eugene           | Love Nwantiti (Ah ah ah)        |
| 10 oktober   | CKay, Joeboy & Kuami Eugene           | Love Nwantiti (Ah ah ah)        |
| 17 oktober   | CKay, Joeboy & Kuami Eugene           | Love Nwantiti (Ah ah ah)        |
| 24 oktober   | Adele                                 | Easy on me                      |
| 31 oktober   | Adele                                 | Easy on me                      |
| 7 november   | Ed Sheeran                            | Shivers                         |
| 14 november  | Ed Sheeran                            | Shivers                         |
| 21 november  | Ed Sheeran                            | Shivers                         |
| 28 november  | Adele                                 | Easy on me                      |
| 5 december   | Adele                                 | Easy on me                      |
| 12 december  | Ed Sheeran & Elton John               | Merry Christmas                 |
| 19 december  | Mariah Carey                          | All I want for Christmas is you |
| 26 december  | Mariah Carey                          | All I want for Christmas is you |